# Mezinárodní letiště Čchung-čching Ťiang-pej
Mezinárodní letiště Čchung-čching Ťiang-pej (čínsky v českém přepisu Čchung-čching Ťiang-pej kuo-ťi ťi-čchang, pchin-jinem Chóngqìng Jiāngběi Guójì Jīchǎng, znaky 重庆江北国际机场, IATA: CKG, ICAO: ZUCK) je mezinárodní letiště v Čchung-čchingu, jednom z přímo spravovaných měst Čínské lidové republiky. Nachází se v obvodě Jü-pej přibližně dvacet kilometrů severovýchodně od města, tedy i severně od stejnojmenného obvodu Ťiang-pej. Bylo otevřeno v 22. ledna 1990 a nahradilo starší letiště Čchung-čching Paj-š’-i, z kterého se následně stala čistě vojenská letecká základna Paj-š’-i letectva Čínské lidové republiky. V rámci celé Čínské lidové republiky se Čchung-čching Ťiang-pej v počtu ročně přepravených cestujících od roku 2006 drží u konce první desítky.
Letiště je uzlovým pro Air China, China Express Airlines, China Southern Airlines, Chongqing Airlines, Shandong Airlines, Sichuan Airlines a West Air (2017).
Přímo u terminálu 2 je stanice linky 3 čchungčchingského metra jezdící po jednokolejnicové dráze. Autobusové spojení na letiště mají nejen přilehlé obvody Čchung-čchingu (mj. Tien-ťiang a Wan-čou), ale i města z provincií S’-čchuan (např. I-pin a Nej-ťiang) a Kuej-čou (např. Cun-i).